# Aire d'attraction de Saint-Gervais-les-Bains
L'aire d'attraction de Saint-Gervais-les-Bains est un zonage d'étude défini par l'Insee pour caractériser l’influence de la commune de Saint-Gervais-les-Bains sur les communes environnantes..

## Définition
L'aire d'attraction d'une ville est composée d’un pôle, défini à partir de critères de population et d’emploi ainsi que d’une couronne constituée des communes dont au moins 15 % des actifs travaillent dans le pôle. Le pôle d’attraction constitue ainsi un point de convergence des déplacements domicile-travail,.

## Géographie
L’aire d'attraction de Saint-Gervais-les-Bains est une aire inter-départementale qui comporte 7 communes : 5 situées dans la Haute-Savoie et 2 dans la Savoie (Flumet et Saint-Nicolas-la-Chapelle). 

### Carte

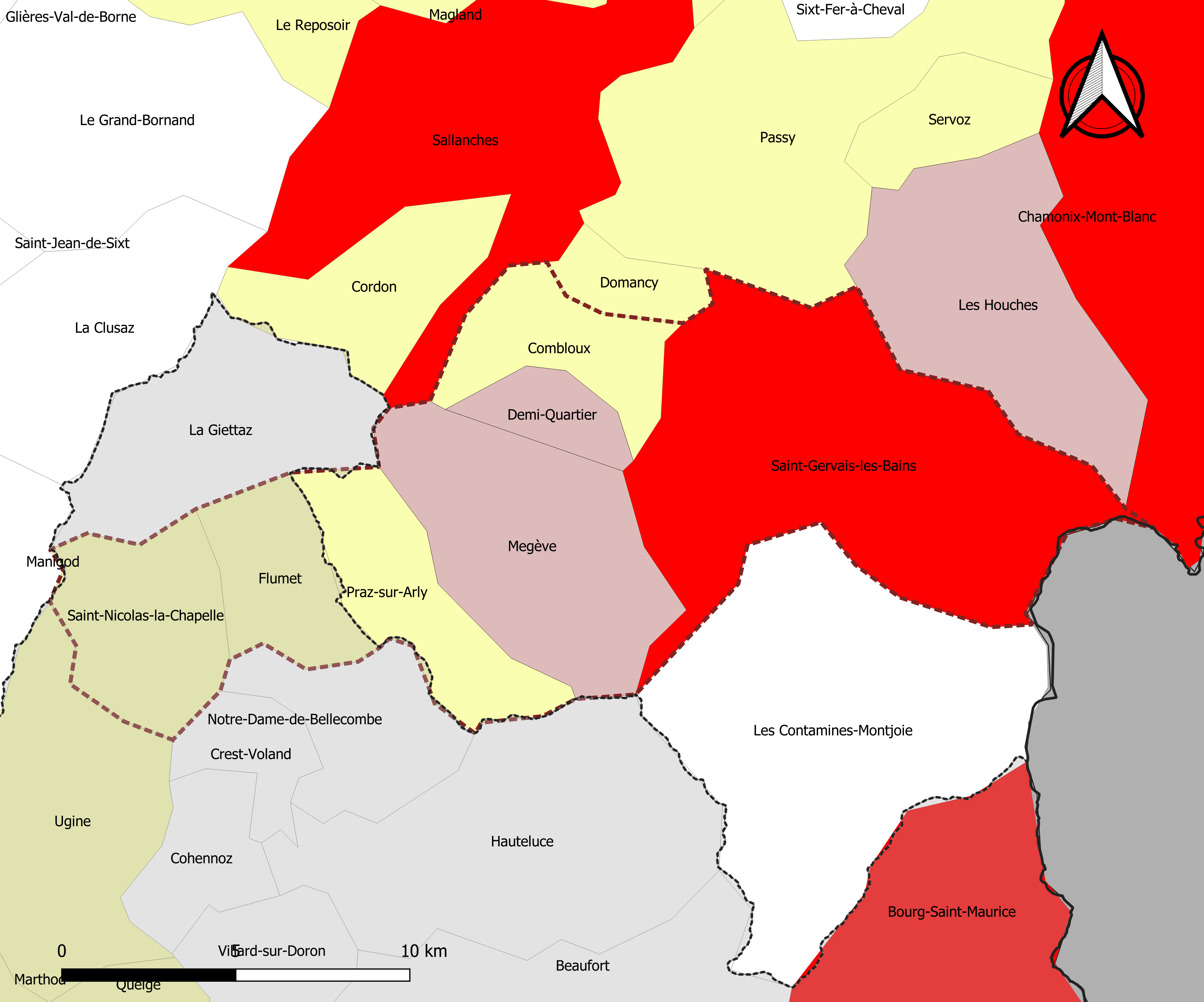
Carte de l'aire d'attraction de Saint-Gervais-les-Bains.
Commune-centre
Commune du pôle principal
Commune de la couronne

### Composition communale
| Nom                                      | Code Insee | Département  | Statut                    | Superficie (km2) | Population (dernière pop. légale) | Densité (hab./km2) | Modifier                                    |
| ---------------------------------------- | ---------- | ------------ | ------------------------- | ---------------- | --------------------------------- | ------------------ | ------------------------------------------- |
| Saint-Gervais-les-Bains (commune-centre) | 74236      | Haute-Savoie | commune-centre            | 63,63            | 5 678 (2022)                      | 89                 | modifier les données · modifier les données |
| Demi-Quartier                            | 74099      | Haute-Savoie | commune du pôle principal | 8,90             | 803 (2022)                        | 90                 | modifier les données · modifier les données |
| Megève                                   | 74173      | Haute-Savoie | commune du pôle principal | 44,11            | 2 927 (2022)                      | 66                 | modifier les données · modifier les données |
| Flumet                                   | 73114      | Savoie       | commune de la couronne    | 17,15            | 798 (2022)                        | 47                 | modifier les données · modifier les données |
| Saint-Nicolas-la-Chapelle                | 73262      | Savoie       | commune de la couronne    | 23,63            | 490 (2022)                        | 21                 | modifier les données · modifier les données |
| Combloux                                 | 74083      | Haute-Savoie | commune de la couronne    | 17,27            | 2 094 (2022)                      | 121                | modifier les données · modifier les données |
| Praz-sur-Arly                            | 74215      | Haute-Savoie | commune de la couronne    | 22,64            | 1 289 (2022)                      | 57                 | modifier les données · modifier les données |

## Démographie
Cette aire est catégorisée dans les aires de moins de 50 000 habitants, une catégorie qui regroupe 12,2 % de la population au niveau national,.